# Льодово
Льо́дово (рос. Лёдово) — присілок у складі Щолковського міського округу Московської області, Росія.

## Населення
Населення — 77 осіб (2010; 55 у 2002).
Національний склад (станом на 2002 рік):
- росіяни — 94 %